# KLatin
KLatin es un programa informático libre que permite repasar la gramática del latín. Forma parte del paquete educativo kdeedu en el entorno de ventanas KDE y se distribuye bajo la licencia GNU.

## Características
Contiene tres secciones en cada una de las cuales pueden repasarse diferentes aspectos de la lengua. Las secciones son: vocabulario, gramática, secciones de pruebas de verbos y además, una serie de notas de revisión que puede usar como repaso autodidacta. En la sección de vocabulario se carga un archivo XML, que contiene varias palabras y las traducciones a su idioma. KLatin le pregunta qué palabras de éstas desea traducir. Las preguntas se producen en un entorno de elección múltiple. En las secciones de gramática y verbos KLatin le pregunta por una parte concreta de un sustantivo o verbo, como el «ablativo singular», o la «1ª persona del plural del indicativo de la voz pasiva», y no se trata de respuesta múltiple.